# Bowman (Maschinenbauunternehmen)
Bowman war ein US-amerikanisches Unternehmen.

## Unternehmensgeschichte
Das Unternehmen aus Bellefontaine in Ohio war vor und nach 1900 im Bereich Maschinenbau aktiv. John und Paul Bowman leiteten es. 1900 fertigten sie zwei Automobile nach Kundenaufträgen. Der Markenname lautete Bowman. Daraufhin gab es Pläne, den Sitz nach Chicago zu verlegen und richtig ins Automobilgeschäft einzusteigen, die jedoch nicht durchgeführt wurden. Es ist nicht bekannt, wann das Unternehmen aufgelöst wurde.
Es gab keine Verbindungen zur Bowman Automobile Company und zur Bowman Motor Car Company, die den gleichen Markennamen benutzten.